# Liechtensteinische Unihockeynationalmannschaft
Die liechtensteinische Unihockeynationalmannschaft repräsentiert Liechtenstein bei Länderspielen und internationalen Turnieren in der Sportart Unihockey (auch bekannt als Floorball).
Am 25. Juni 1987 wurde in Liechtenstein der UHC Schaan, der bis heute einzige Unihockeyverein des Landes, gegründet. Der Verein nimmt am Schweizer Spielbetrieb teil und vertritt auch den Liechtenstein Unihockey, der 2005 in den Unihockey-Weltverband IFF aufgenommen wurde. Am 20. August 2005 bestritt die Nationalmannschaft gegen Frankreich das erste Länderspiel, das mit 3:5 verloren ging.

## Weltmeisterschaften
| WM   | Austragungsort(e)  | Platz              |
| ---- | ------------------ | ------------------ |
| 2008 | Ostrava, Prag      | 27. Platz          |
| 2010 | Helsinki, Vantaa   | 28. Platz          |
| 2012 | Zürich, Bern       | nicht teilgenommen |
| 2014 | Göteborg           | 29. Platz          |
| 2016 | Riga               | nicht qualifiziert |
| 2018 | Prag               | nicht qualifiziert |
| 2021 | Helsinki           | nicht qualifiziert |
| 2022 | Zürich, Winterthur | nicht qualifiziert |